# Мартіньї (Манш)
Мартіньї́ (фр. Martigny) — колишній муніципалітет у Франції, у регіоні Нормандія, департамент Манш. Населення — 304 осіб (2011).
Муніципалітет був розташований на відстані близько 260 км на захід від Парижа, 85 км на південний захід від Кана, 60 км на південь від Сен-Ло.

## Історія
До 2015 року муніципалітет перебував у складі регіону Нижня Нормандія. Від 1 січня 2016 року належав до нового об'єднаного регіону Нормандія.
1 січня 2016 року Мартіньї, Шевревіль, Мії i Париньї було об'єднано в новий муніципалітет Гранпариньї.

## Демографія
Динаміка населення (INSEE ):
Розподіл населення за віком та статтю (2006):
| Стать | Всього | До 15 років | 15-24 | 25-44 | 45-64 | 65-85 | Понад 85 |
| --- | ------ | ----------- | ----- | ----- | ----- | ----- | -------- |
| Чоловіки | 172    | 28          | 32    | 36    | 44    | 32    | 0        |
| Жінки | 156    | 20          | 20    | 36    | 36    | 40    | 4        |
| \| Статево-вікова піраміда \| Статево-вікова піраміда \| Статево-вікова піраміда \| \| ----------------------- \| ----------------------- \| ----------------------- \| \| Чоловіки \| Вік \| Жінки \| \| 0 \| 85 + \| 4 \| \| 0 \| 80-84 \| 12 \| \| 12 \| 75-79 \| 4 \| \| 8 \| 70-74 \| 12 \| \| 12 \| 65-69 \| 12 \| \| 4 \| 60-64 \| 0 \| \| 16 \| 55-59 \| 16 \| \| 12 \| 50-54 \| 16 \| \| 12 \| 45-49 \| 4 \| \| 4 \| 40-44 \| 4 \| \| 24 \| 35-39 \| 24 \| \| 4 \| 30-34 \| 4 \| \| 4 \| 25-29 \| 4 \| \| 16 \| 20-24 \| 8 \| \| 16 \| 15-20 \| 12 \| \| 16 \| 10-14 \| 12 \| \| 8 \| 5-9 \| 8 \| \| 4 \| 0-4 \| 0 \| |        |             |       |       |       |       |          |
| Статево-вікова піраміда |        |             |       |       |       |       |          |
| Чоловіки | Вік    | Жінки       |       |       |       |       |          |
| 0 | 85 +   | 4           |       |       |       |       |          |
| 0 | 80-84  | 12          |       |       |       |       |          |
| 12 | 75-79  | 4           |       |       |       |       |          |
| 8 | 70-74  | 12          |       |       |       |       |          |
| 12 | 65-69  | 12          |       |       |       |       |          |
| 4 | 60-64  | 0           |       |       |       |       |          |
| 16 | 55-59  | 16          |       |       |       |       |          |
| 12 | 50-54  | 16          |       |       |       |       |          |
| 12 | 45-49  | 4           |       |       |       |       |          |
| 4 | 40-44  | 4           |       |       |       |       |          |
| 24 | 35-39  | 24          |       |       |       |       |          |
| 4 | 30-34  | 4           |       |       |       |       |          |
| 4 | 25-29  | 4           |       |       |       |       |          |
| 16 | 20-24  | 8           |       |       |       |       |          |
| 16 | 15-20  | 12          |       |       |       |       |          |
| 16 | 10-14  | 12          |       |       |       |       |          |
| 8 | 5-9    | 8           |       |       |       |       |          |
| 4 | 0-4    | 0           |       |       |       |       |          |

## Економіка
2010 року серед 188 осіб працездатного віку (15—64 років) 145 були активними, 43 — неактивними (показник активності 77,1%, у 1999 році було 69,8%). З 145 активних мешканців працювало 138 осіб (76 чоловіків та 62 жінки), безробітними було 7 (4 чоловіки та 3 жінки). Серед 43 неактивних 8 осіб було учнями чи студентами, 22 — пенсіонерами, 13 були неактивними з інших причин.

У 2010 році в муніципалітеті числилось 132 оподатковані домогосподарства, у яких проживали 304,5 особи, медіана доходів виносила 15 464 євро на одного особоспоживача